# Andrea Gaudenzi
Andrea Gaudenzi (* 30. července 1973 Faenza, Itálie) je bývalý italský profesionální tenista. V kariéře vyhrál na ATP Tour tři turnaje ve dvouhře a dva ve čtyřhře. V roce 1990 vyhrál juniorku na French Open a US Open. Startoval na Letních olympijských hrách 1996, kde skončil ve třetím kole. S italským daviscupovým týmem hrál v roce 1998 finále Světové skupiny. Jeho nejlepším žebříčkovým postavením bylo 18. místo ve dvouhře a 59. místo ve čtyřhře. Profesionálně hrál od roku 1990 do roku 2003.
Vystudoval práva na Boloňské univerzitě a pracoval ve sportovním marketingu. V lednu 2020 nastoupil do funkce prezidenta Asociace tenisových profesionálů.

## Vítězství na turnajích ATP

### Dvouhra
| Č. | Datum             | Turnaj               | Povrch | Soupeř ve finále | Skóre       |
| 1. | 29. březen 1998   | Casablanca, Maroko   | antuka | Alex Calatrava   | 6-4 5-7 6-4 |
| 2. | 27. květen 2001   | St. Pölten, Rakousko | antuka | Markus Hipfl     | 6-0 7-5     |
| 3. | 15. červenec 2001 | Båstad, Švédsko      | antuka | Bohdan Ulihrach  | 7-5 6-3     |

### Čtyřhra
| Č. | Datum           | Turnaj             | Povrch  | Partner          | Soupeři vo finále               | Skóre   |
| 1. | 3. březen 1996  | Milán, Itálie      | koberec | Goran Ivanišević | Guy Forget Jakob Hlasek         | 6-4 7-5 |
| 2. | 29. březen 1998 | Casablanca, Maroko | antuka  | Diego Nargiso    | Cristian Brandi Filippo Messori | 6-4 7-6 |